# Rów Kajmański
Rów Kajmański – rów oceaniczny położony na Oceanie Atlantyckim, w środkowej części Morza Karaibskiego. Ciągnie się wzdłuż południowych wybrzeży Kajmanów, od Kuby w kierunku zatoki Honduraskiej, na długości 1450 kilometrów i szerokości 70 kilometrów. Osiąga głębokości do 7680 metrów (głębia Bartlett – 19°12'N i 80°15'W). Według innych źródeł sięga do 7535 metrów.